# Richard Cawthorn Starr
Richard Cawthorn Starr ( 24 de agosto de 1924, Greensboro, Georgia – 3 de febrero de 1998) fue un micólogo, botánico estadounidense.

## Biografía
Obtiene su Bachelor of Sciences en el Colegio de Maestros de Georgia, y luego su Master of Arts en el "Colegio George Peabody" de Nashville, Tennessee.
Ingresa en 1947 al Departamento de Botánica de la Vanderbilt University. Se vincula amistosamente con su director de tesis, Harold Charles Bold (1909-1987) que lo inicia en el universo de las algas. Starr obtiene la "Beca Fulbright" en 1950 – 1951, lo que le permite estudiar en Cambridge, Gran Bretaña con Ernst Georg Pringsheim (1881-1970).
Starr deviene profesor de Botánica en la Universidad de Indiana adquiriendo una sólida reputación en el dominio del cultivo de algas unicelulares; interesándose en la diferenciación sexual celular en el género Volvox. Descubre las primeras feromonas de las plantas verdes, que le valen para ser electo por la National Academy of Sciences en 1976. Y obtiene financiamiento para crear una colección de algas vivas en la Universidad de Indiana. Esa colección hoy está funcionando por el Equipo del Departamento de Botánica de la Universidad de Austin (Texas). Es llamado por H.C. Bold que lo contrata para ese mismo Departamento algunos años más tarde. Starr continua hasta su deceso enriqueciendo esa colección de algas, que pasaría a ser una de las más ricas del mundo.

## Algunas publicaciones
- Starr, R.C., Marner, F.J. Jaenicke, L. 1995. Chemoattraction of male gametes by a pheromone produced by female gametes of chlamydomonas. Proc. Natl. Acad. Sci. U.S.A. 92: 641-645.

## Honores

### Membresías
- de diversas sociedades científicas como
- "Sociedad Ficológica de EE.UU."
- International Phycological Society, donde está la Botanical Society of America que él dirigió.

### Galardones
- 1985: medalla Gilbert Morgan Smith.

### Eponimia
- Starria N.J.Lang[1]

- Chlorococcum starrii Trainor[2]

- Cystomonas starrii H.Ettl & G.Gartner[3]

## Fuente
- Université du Texas (en inglés)
- Traducción del Art. en lengua francesa de Wikipedia

- La abreviatura «R.C.Starr» se emplea para indicar a Richard Cawthorn Starr como autoridad en la descripción y clasificación científica de los vegetales.[4]